# Sternocera ruficornis
Sternocera ruficornis – gatunek chrząszcza z rodziny bogatkowatych i podrodziny Julidinae.

## Taksonomia
Gatunek ten został opisany w 1866 roku przez Edwarda Saundersa.

## Opis
Chrząszcz ten osiąga od 30 do 45 mm długości ciała. Od Sternocera chrysis i S. aequisignata różni się rudymi odnóżami.
Głowa metalicznie zielona, punktowana. Czoło z bruzdą środkową. Oczy owalne, brązowe. Czułka czerwono-brązowe, piłkowane. Pierwszy antennomer maczugowaty, drugi krótki, ostatni ścięty. Labrum ze szczecinkami wzdłuż krawędzi. Tułów metalicznie zielony. Przedplecze wypukłe, z głęboką punktacją i tylną krawędzią szerszą od przedniej. Śródpiersie krótkie i szerokie. Zapiersie długie i szerokie. Pokrywy metalicznie zielone, nieco szersze od przedplecza, drobnopunktowane, mające po jednej żółtej kropce w pobliżu barków każdej z nich. Sterna odwłokowe metalicznie zielone. Widocznych tylko 5 sternitów. Aedeagus samca symetryczny, długi, smukły, złożony z penisa i tegmenu. Genitalia żeńskie z parą hemisternitów ulokowanych z tyłu. Na każdym z nich obecny wyrostek zmysłowy.

### Jajo
Jaja żółte, gładkie, bez mikrorzeźby.

### Larwa
Larwy beznogie, żółto-brązowe, omszone brązowymi włoskami. Głowa mała, wsunięta w przedtułów. Czułka trójczłonowe. Przedtułów rozbudowany, przypłaszczony, zaś śródtułów i zatułów małe. Odwłok miękki o 9 segmentach.

### Poczwarka
Początkowo miękka i żółta, z czasem twardnieje i zmienia barwę na zieloną.

## Biologia
Larwy są ksylofagami i rozwijają się w korzeniach Arundinaria pusilla. Dorosłe owady żywią się liśćmi Shorea roxburgii, Shorea obtusa, Shorea siamensis, Sindora siamensis, Erythrophleum succirubrum, Dendrolobium triangulare, Albizia odoratissima, Xylia xylocarpa, Pterocarpus macrocarpus, Irvingia malayana oraz Phyllanthus emblica.

## Występowanie
Gatunek ten występuje w Tajlandii, Laosie i Wietnamie.